# Petrovaradin

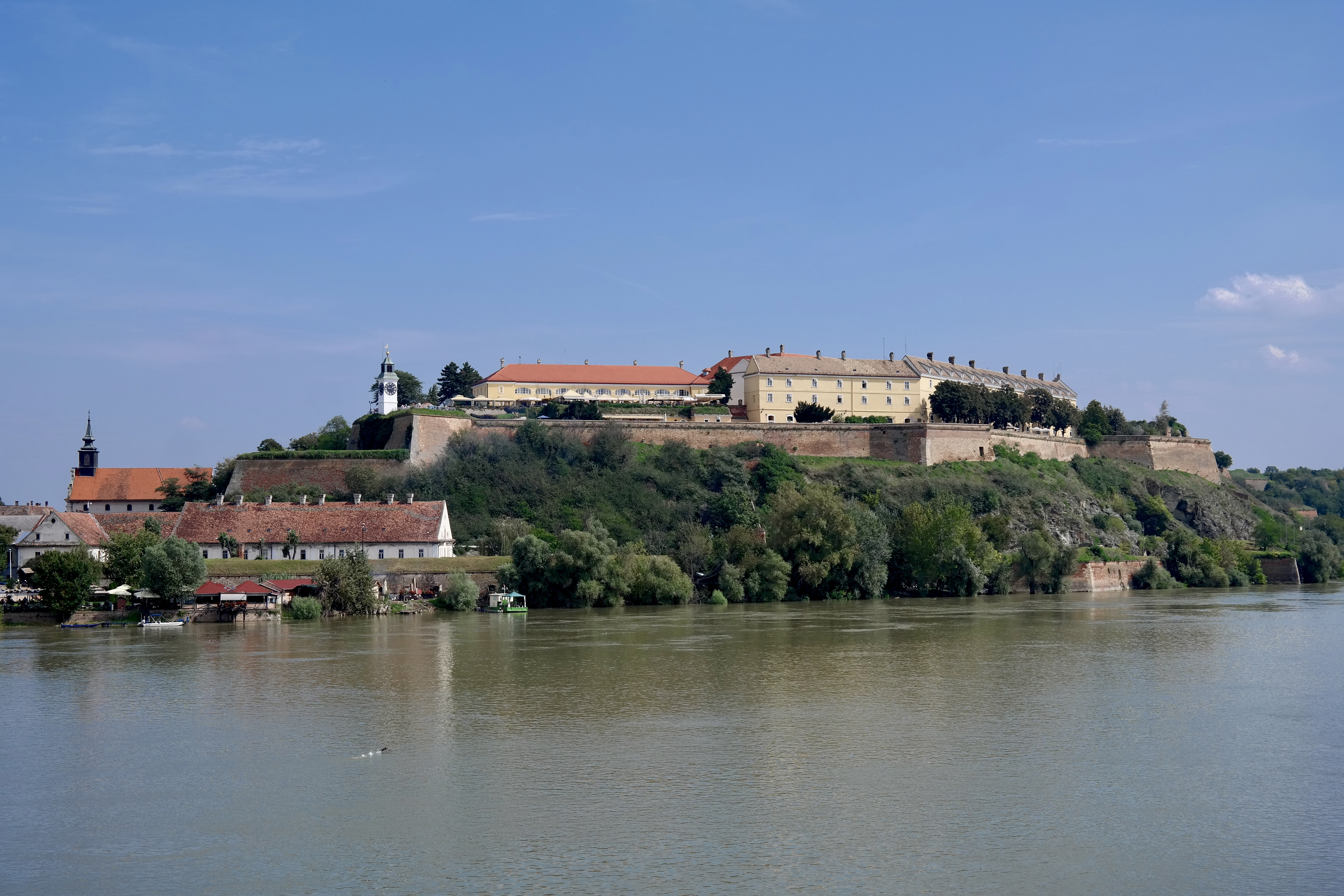
Het Fort van Petrovaradin in 2014

Petrovaradin (Servisch: Петроварадин; Hongaars: Pétervárad; Duits: Peterwardein) is een gemeente in het Servische district Zuid-Bačka. Het telt 31.227 inwoners (2002).
Het dorp Petrovaradin ligt aan de Donau, direct aan de overzijde van de stad Novi Sad. Een groot deel van Petrovaradin hoort ook bij de agglomeratie van Novi Sad.
In het dorp bevindt zich het Fort van Petrovaradin, waar Oostenrijk en Venetië de Turken in 1716 een nederlaag toebrachten. Vanaf het fort heeft men een wijd panorama over Novi Sad en de Donau. Tevens is het fort het decor van het popfestival Exit, dat hier ieder jaar in juli wordt gehouden en ook buiten Servië steeds meer bekendheid geniet.
De naam van het dorp is van Hongaarse origine; várad betekent: kleine burcht. (zie bijvoorbeeld ook Nagyvárad (Oradea)).

## Geboren in Petrovaradin
- Josip Jelačić (1801), Oostenrijks/Kroatisch generaal